# NetApp
NetApp, Inc. es una empresa estadounidense especializada en infraestructura de datos, fundada en 1992 bajo el nombre Network Appliance. La empresa tiene su sede en San José, California. Formó parte de la lista Fortune 500 entre 2012 y 2021, es reconocida por sus soluciones de almacenamiento unificado y gestión de entornos híbridos multicloud, siendo proveedor clave para cargas de trabajo de inteligencia artificial y protección contra ransomware.

## Historia

### Evolución estratégica
- 1992: Fundación como Network Appliance, enfocada en NAS
- 1995: Oferta pública inicial en NASDAQ (NTAP)
- 2008: Cambio de nombre a NetApp, expandiendo portafolio
- 2015: Adquisición de SolidFire (US$870M) para almacenamiento flash
- 2020: Compra de Spot para optimización cloud

### Hitos tecnológicos
- 2021: Alianza con Aston Martin F1 para análisis en tiempo real[5]
- 2023: Lanzamiento serie C-Series con tecnología QLC (20 PB/clúster)

## Productos principales
| Producto            | Descripción                                      | Mercado objetivo             |
| ------------------- | ------------------------------------------------ | ---------------------------- |
| NetApp FAS          | Sistemas híbridos con escalabilidad horizontal   | Empresas medianas/grandes    |
| All Flash FAS (AFF) | Almacenamiento flash para IA/ML (440k IOPS)      | Centros de datos modernos    |
| ONTAP               | Sistema operativo unificado (híbrido/multicloud) | Gestión de datos empresarial |

### Tecnologías clave
- FabricPool: Tiering automático a la nube
- SnapMirror: Replicación síncrona (RPO=0)
- MetroCluster: Alta disponibilidad (99.9999%)

## Posicionamiento de mercado
Según IDC (2023):
- 2° en almacenamiento empresarial (12.3% cuota)
- Líder en soluciones all-flash para IA
- Crecimiento anual del 8.7% en ingresos cloud

## Responsabilidad corporativa
- Sostenibilidad: Incluida en Dow Jones Sustainability Index (2024)[7]
- Innovación: 15% de ingresos invertido en I+D (2023)
- Diversidad: 34% de puestos directivos ocupados por mujeres